# Ісламський банк розвитку

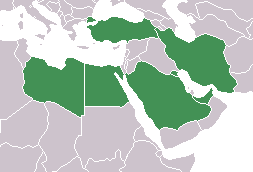
Головні співзасновники Ісламського банку розвитку показані зеленим

Ісламський банк розвитку, ІБР (араб. البنك الإسلامي للتنمية) — міжнародна фінансова організація, розташована в Джидді (Саудівська Аравія).

## Історія
Засновано 18 грудня 1973 на першій конференції міністрів фінансів країн-учасниць Організації Ісламського співробітництва. Розпочав свою діяльність 20 жовтня 1975.
Офіційною мовою є арабська, проте англійська і французька також використовуються як робочі мови.
Ісламський банк розвитку має статус спостерігача в Генеральній Асамблеї ООН.
На сьогодні Ісламський банк розвитку перетворився на групу з 5 організацій:
- власне Ісламський банк розвитку
- Ісламська корпорація розвитку приватного сектору (Islamic Corporation for the Development of the Private Sector (ICD))
- Ісламська корпорація страхування інвестицій та експортних кредитів (Islamic Corporation for the Insurance of Investment & Export Credit (ICIEC))
- Ісламський інститут досліджень та підготовки кадрів (Islamic Research and Training Institute (IRTI))
- Міжнародна ісламська торгово-фінансова корпорація (International Islamic Trade Finance Corporation (ITFC))

## Капітал банку
Базовою грошовою одиницею є «ісламський динар» (код валюти XID або ISD), який дорівнює одному SDR (див. також золотий динар). Власний капітал банку становить 15 млрд ісламських динарів. Його утворено за рахунок внесків країн-засновників, основними з яких є (станом на серпень 2015):
1. Саудівська Аравія (26.57 %)
2. Алжир (10.66 %)
3. Іран (9.32 %)
4. Єгипет (9.22 %)
5. Туреччина (8.41 %)
6. Об'єднані Арабські Емірати (7.54 %)
7. Кувейт (7.11 %)
8. Пакистан (3.31 %)
9. Лівія (3.31 %)
10. Індонезія (2.93 %)

## Напрямки роботи
Банк здійснює свою діяльність, ґрунтуючись на законах і принципах шаріату. Ісламський банку розвитку бере участь у фінансуванні проектів економічного і соціального розвитку в країнах-членах.
Значні проекти банку:
- Міст в провінції Гао (Малі). Ще кілька років тому, щоб перетнути річку Нігер в Гао було можливо лише поромом, який не завжди працював. Це гальмувало прогрес і зростання торгівлі. Міст з'єднав колись ізольовані області у східній частині з іншими територіями Малі.
- ГЕС Kandadji в Нігері, гребля якої висотою до 28 метрів та довжиною 8,5 км надасть можливість для іригації 45 тисяч гектарів земель у цій пустельній країні[4][5].
- Теплова електростанція ТЕС Gorou Banda на заході Нігеру, стала найпотужнішою станцією в країні.
- Теплова електростанція ТЕС Сафі на атлантичному узбережжі Марокко.
- Теплова електростанція ТЕС Балінг в Малі, стала найпотужнішою станцією в країні.
- Відрізок міжнародної залізниці Казахстан — Туркменістан — Іран на території Туркменістану (Берекет — Етрек)[6].

## Членство
Членами Ісламський банк розвитку станом на 2019 рік є 57 держав. Основні вимоги для прийняття в члени банку — участь в Організації Ісламського співробітництва, сплата членського внеску у капітал банку і дотримання правил, процедур, строків, прийнятих Радою директорів банку.
- Афганістан
- Єгипет
- Албанія
- Алжир
- Азербайджан
- Бахрейн
- Бангладеш
- Бенін
- Бруней
- Буркіна-Фасо
- Джибуті
- Кот-д'Івуар
- Габон
- Гамбія
- Гвінея
- Гвінея-Бісау
- Індонезія
- Іран
- Ірак
- Ємен
- Йорданія
- Камерун
- Казахстан
- Киргизстан
- Коморські Острови
- Кувейт
- Ліван
- Лівія
- Малайзія
- Мальдіви
- Малі
- Мавританія
- Марокко
- Мозамбік
- Нігер
- Нігерія
- Оман
- Пакистан
- Палестина
- Катар
- Саудівська Аравія
- Сенегал
- Сьєрра-Леоне
- Сомалі
- Судан
- Суринам
- Сирія
- Таджикистан
- Того
- Чад
- Туніс
- Туреччина
- Туркменістан
- Уганда
- Узбекистан
- ОАЕ